# Crime Life: Gang Wars
Crime Life: Gang Wars è un videogioco d'azione prodotto da Konami per Xbox, Microsoft Windows e PlayStation 2. Il giocatore impersona Tre, un ragazzo che si è trasferito nella cittadina di Grand Central City per necessità. Appena arrivato trova suo cugino che lo presenta a Big Dog, capo degli Outlawz, che lo introduce alla realtà del luogo: la città è in subbuglio per le continue lotte tra gang, pertanto alcuni cittadini si sono uniti per formare un gruppo "anti-gang".